# Rec.
Rec. (cách điệu là [REC.]) là mini album đầu tay của nữ ca sĩ người Hàn Quốc Yuju. Mini album được phát hành vào ngày 18 tháng 1 năm 2022 thông qua Konnect Entertainment, bao gồm 5 bài hát với "Play" là bài hát chủ đề. Đây là bản phát hành solo đầu tiên của cô kể từ khi gia nhập Konnect Entertainment.

## Phát hành và quảng bá
Ngày 1 tháng 9 năm 2021, Yuju ký hợp đồng độc quyền với Konnect Entertainment với tư cách là một nghệ sĩ solo.
Ngày 3 tháng 1 năm 2022, nó được xác nhận rằng Yuju sẽ ra mắt vào ngày 18 tháng 1 với mini album đầu tay Rec.. Ngày hôm sau, lịch trình của mini album được phát hành. Đơn đặt hàng trước bắt đầu từ ngày 5 tháng 1. Cùng ngày, nó được xác nhận rằng bài hát chủ đề "Play" của mini album là một bài hát do chính cô viết lời và sáng tác. Ngày 6 tháng 1, một đoạn phim khái niệm cho mini album được đăng tải trên kênh YouTube chính thức của Konnect Entertainment. Ngày hôm sau, danh sách bài hát của mini album được phát hành, trong đó có 5 bài hát — tất cả đều do Yuju viết lời. Trong 2 ngày tiếp theo, hai bộ ảnh khái niệm của Yuju được phát hành với phiên bản Take 1 vào ngày 8 tháng 1 và phiên bản Take 2 vào ngày 9 tháng 1. Ngày 10 tháng 1, áp phích cho lời bài hát đã giới thiệu một phân đoạn trong bài hát chủ đề "Play":
| “               | Khi những đóa hoa nở rộ tuyệt đẹp và chuyển sang màu đỏ. Bạn phá vỡ chúng và thật xa, bạn đã khởi hành. | ” |
| — Yuju, "Play". | |   |

Đoạn giới thiệu đầu tiên cho video âm nhạc của "Play" được phát hành vào ngày 12 tháng 1. Đoạn giới thiệu cho những phân đoạn nổi bật của các bài hát trong mini album được phát hành vào 2 ngày sau, kế tiếp là phiên bản trực tiếp của đoạn giới thiệu như một món quà đặc biệt vào ngày 16 tháng 1. Ngày hôm sau, Konnect Entertainment tiết lộ đoạn giới thiệu thứ hai cũng như cuối cùng cho video âm nhạc của "Play".
Rec. được phát hành vào ngày 18 tháng 1 cùng với video âm nhạc cho "Play".

## Danh sách bài hát
| Danh sách bài hát cho Rec. | Danh sách bài hát cho Rec.                                                                           | Danh sách bài hát cho Rec. | Danh sách bài hát cho Rec.                                                           | Danh sách bài hát cho Rec.                  | Danh sách bài hát cho Rec. |
| STT                        | Nhan đề                                                                                              | Phổ lời                    | Phổ nhạc                                                                             | Biên khúc                                   | Thời lượng                 |
| -------------------------- | --- | -------------------------- | ------------------------------------------------------------------------------------ | ------------------------------------------- | -------------------------- |
| 1.                         | "Bad Blood" (Intro)                                                                                  | Yuju Chancellor            | Musikality Celine Svanbäck Ferras Alqaisi Jeppe London                               | Musikality Jeppe London                     | 1:20                       |
| 2.                         | "Play" (놀이)                                                                                        | Yuju Chancellor            | Amelia Moore Kyle Buckley Charles Nelsen MZMC Yuju Chancellor                        | Pinkslip inverness MZMC                     | 3:22                       |
| 3.                         | "Cold Winter" (겨우, 겨울; gyeou, gyeoul; dịch nghĩa đen: ""Barely, Winter""; hợp tác với Mad Clown) | Yuju Chancellor Mad Clown  | Yuju Chancellor                                                                      | Heo In-kuk (Gallery) Yoon Je-hyuk (Gallery) | 3:39                       |
| 4.                         | "The Killa" (데킬라)                                                                                 | Yuju Chancellor Knave      | Yuju Chancellor Purple Jang Seong-il                                                 | Chancellor Purple                           | 3:21                       |
| 5.                         | "Blue Nostalgia"                                                                                     | Yuju                       | Amelia Moore JBACH Leroy Sanchez Kyle Buckley Charles Nelsen Kyle Scherrer MZMC Yuju | Pinslip inverness Dry Kyle MZMC             | 3:28                       |
| Tổng thời lượng:           | Tổng thời lượng:                                                                                     | Tổng thời lượng:           | Tổng thời lượng:                                                                     | Tổng thời lượng:                            | 15:10                      |

## Bảng xếp hạng
| Bảng xếp hạng (2022)       | Vị trí cao nhất |
| -------------------------- | --------------- |
| South Korean Albums (Gaon) | 15              |

## Lịch sử phát hành
| Quốc gia | Ngày             | Định dạng                          | Hãng đĩa              | Nguồn  |
| -------- | ---------------- | ---------------------------------- | --------------------- | ------ |
| Toàn cầu | 18 tháng 1, 2022 | CD tải kỹ thuật số phát trực tuyến | Konnect Entertainment | [ 16 ] |